# Giuseppe Piemontese

Bischofswappen von Giuseppe Piemontese

Giuseppe Piemontese OFMConv (* 24. April 1946 in Monte Sant’Angelo, Provinz Foggia) ist ein italienischer Ordensgeistlicher und emeritierter römisch-katholischer Bischof von Terni-Narni-Amelia.

## Leben
Giuseppe Piemontese trat der Ordensgemeinschaft der Minoriten bei und legte am 8. September 1967 die zeitliche Profess ab. Er empfing am 5. April 1971 das Sakrament der Priesterweihe. Am 8. Oktober 1977 legte Piemontese die ewige Profess ab.
Am 27. Februar 2014 ernannte ihn Papst Franziskus zum Bischof von Terni-Narni-Amelia. Die Bischofsweihe spendete ihm der Erzbischof von Perugia-Città della Pieve, Gualtiero Kardinal Bassetti, am 21. Juni desselben Jahres. Mitkonsekratoren waren sein Amtsvorgänger Vincenzo Paglia, Kurienerzbischof und Präsident des Päpstlichen Rates für die Familie, und Ernesto Vecchi, emeritierter Weihbischof in Bologna und bis zu diesem Tag Apostolischer Administrator von Terni-Narni-Amelia.
Papst Franziskus nahm am 28. Oktober 2021 das von Giuseppe Piemontese aus Altersgründen vorgebrachte Rücktrittsgesuch an. Vom 16. September 2022 bis zum 4. Februar des folgenden Jahres war Giuseppe Piemontese Apostolischer Administrator des vakanten Erzbistums Cosenza-Bisignano.